# Modrzewie (Poméranie-Occidentale)
Pour les articles homonymes, voir Modrzewie.
Modrzewie est une localité polonaise de la gmina mixte de Goleniów, située dans le powiat de Goleniów en voïvodie de Poméranie-Occidentale. Elle se situe environ à 22 km au nord-est de la capitale régionale Szczecin. 

## Géographie

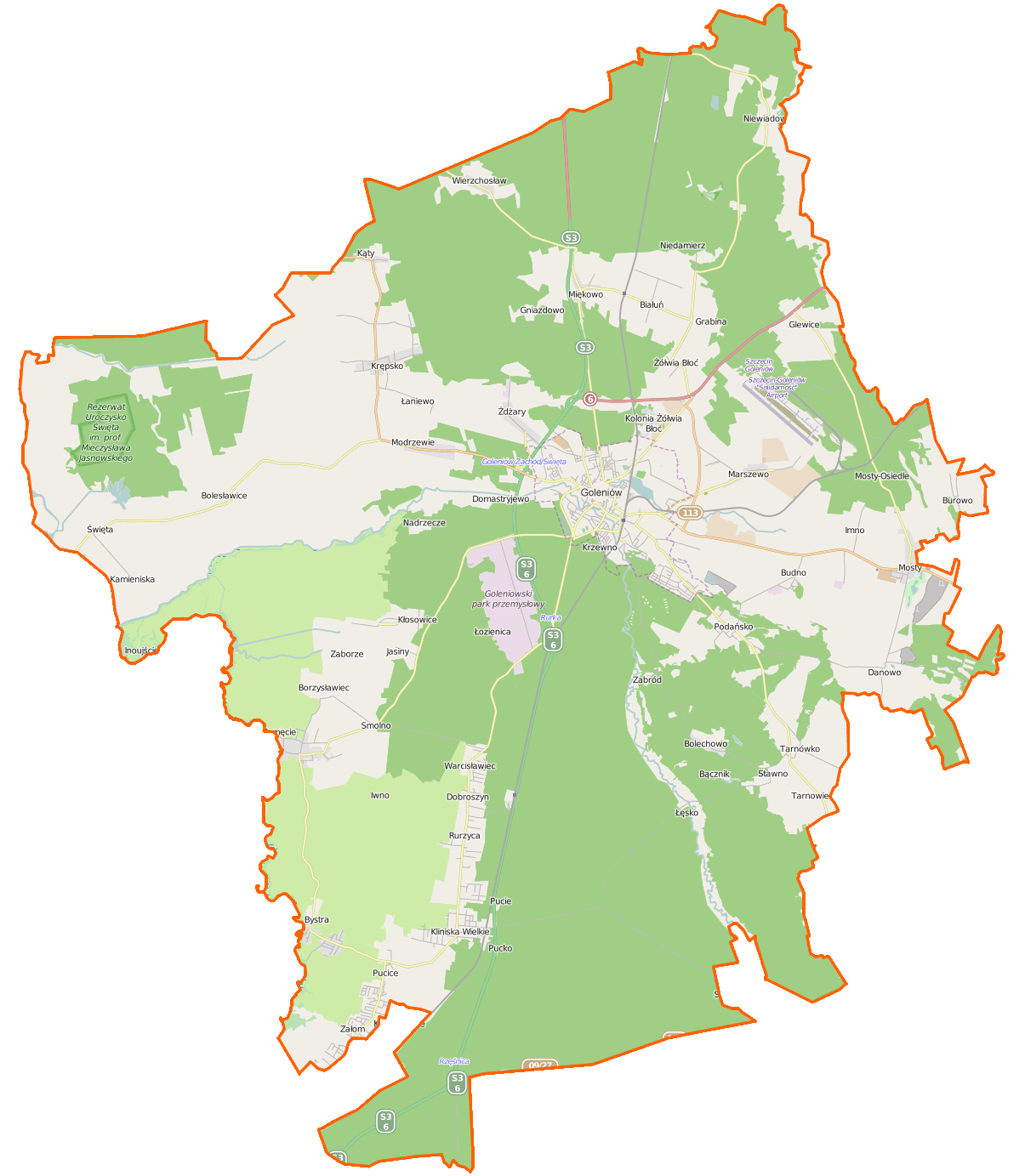
Carte de la gmina de Goleniów.